# جوردی
جوردی (Geordie) گویش مورد استفاده ساکنان منطقه تاینساید در شمال شرق انگلستان که در زبان‌شناسی به عنوان انگلیسی تاینساید یا انگلیسی نیوکاسل نیز شناخته می‌شود، است. این اصطلاح در طول تاریخ برای اشاره به مردم منطقه و گاه شمال شرقی انگلستان نیز به کار رفته‌است.
جوردی ادامه و توسعه زبانی است که توسط مهاجران آنگلوساکسون صحبت می‌شد که در ابتدا توسط بریتون‌های باستانی برای مبارزه با مهاجمان پیکتی پس از پایان حکومت روم در بریتانیا در قرن پنجم به کار گرفته شد. آنگل‌ها، ساکسون‌ها و جوت‌ها که از طریق مهاجرت‌های بعدی از سرزمین‌های قبیله‌ای در امتداد سواحل دریای شمال سرزمین اصلی اروپا وارد شدند، از نظر سیاسی و فرهنگی بر بومیان بریتانیایی برتری یافتند. پادشاهی‌های آنگلوساکسون که در سده‌های تاریک پدیدار شدند، به‌طور عمده به گونه‌های قابل درک متقابلی از آنچه که امروزه انگلیسی باستان نامیده می‌شود صحبت می‌کردند، که هر کدام از نظر واج‌شناسی، صرف‌شناسی، نحو و واژگان تا حدودی متفاوت بودند.
در شمال انگلستان و مرزهای اسکاتلند که در آن زمان تحت سلطه پادشاهی نورث‌آمبریا بود، گویش انگلیسی باستانی نورث‌آمبریایی ایجاد شد. مهاجران بعدی ایرلندی احتمالاً از اوایل قرن نوزدهم به بعد بر آواشناسی جوردی تأثیر گذاشتند.
گویش و هویت جوردی در درجه اول با کسانی که از پیشینه طبقه کارگر هستند مرتبط است. یک نظرسنجی روزنامه در سال ۲۰۰۸ نشان داد که لهجه جوردی «جذاب‌ترین در انگلستان» است.